# Metaphycus hubai
Metaphycus hubai é uma espécie de insetos himenópteros, mais especificamente de vespas parasíticas pertencente à família Encyrtidae.
A autoridade científica da espécie é Hoffer, tendo sido descrita no ano de 1969.
Trata-se de uma espécie presente no território português.